# Communes de la province d'Udine
- Haut – A
- B
- C
- D
- E
- F
- G
- H
- I
- J
- K
- L
- M
- N
- O
- P
- Q
- R
- S
- T
- U
- V
- W
- X
- Y
- Z

## A
- Aiello del Friuli
- Amaro
- Ampezzo
- Aquilée
- Arta Terme
- Artegna
- Attimis

## B
- Bagnaria Arsa
- Basiliano
- Bertiolo
- Bicinicco
- Bordano
- Buja
- Buttrio

## C
- Camino al Tagliamento
- Campoformido
- Campolongo Tapogliano
- Carlino
- Cassacco
- Castions di Strada
- Cavazzo Carnico
- Cercivento
- Cervignano del Friuli
- Chiopris-Viscone
- Chiusaforte
- Cividale del Friuli
- Codroipo
- Colloredo di Monte Albano
- Comeglians
- Corno di Rosazzo
- Coseano

## D
- Dignano
- Dogna
- Drenchia

## E
- Enemonzo

## F
- Faedis
- Fagagna
- Fiumicello
- Flaibano
- Forgaria nel Friuli
- Forni Avoltri
- Forni di Sopra
- Forni di Sotto

## G
- Gemona del Friuli
- Gonars
- Grimacco

## L
- Latisana
- Lauco
- Lestizza
- Lignano Sabbiadoro
- Ligosullo
- Lusevera

## M
- Magnano in Riviera
- Majano
- Malborghetto Valbruna
- Manzano
- Marano Lagunare
- Martignacco
- Mereto di Tomba
- Moggio Udinese
- Moimacco
- Montenars
- Mortegliano
- Moruzzo
- Muzzana del Turgnano

## N
- Nimis

## O
- Osoppo
- Ovaro

## P
- Pagnacco
- Palazzolo dello Stella
- Palmanova
- Paluzza
- Pasian di Prato
- Paularo
- Pavia di Udine
- Pocenia
- Pontebba
- Porpetto
- Povoletto
- Pozzuolo del Friuli
- Pradamano
- Prato Carnico
- Precenicco
- Premariacco
- Preone
- Prepotto
- Pulfero

## R
- Ragogna
- Ravascletto
- Raveo
- Reana del Rojale
- Remanzacco
- Resia
- Resiutta
- Rigolato
- Rive d'Arcano
- Rivignano
- Ronchis
- Ruda

## S
- San Daniele del Friuli
- San Giorgio di Nogaro
- San Giovanni al Natisone
- San Leonardo
- San Pietro al Natisone
- San Vito al Torre
- San Vito di Fagagna
- Santa Maria la Longa
- Sauris
- Savogna di Cividale
- Sedegliano
- Socchieve
- Stregna
- Sutrio

## T
- Taipana
- Talmassons
- Tarcento
- Tarvisio
- Tavagnacco
- Teor
- Terzo d'Aquileia
- Tolmezzo
- Torreano
- Torviscosa
- Trasaghis
- Treppo Carnico
- Treppo Grande
- Tricesimo
- Trivignano Udinese

## U
- Udine

## V
- Varmo
- Venzone
- Verzegnis
- Villa Santina
- Villa Vicentina
- Visco

## Z
- Zuglio